# Derby di Berlino
Il derby di Berlino è il nome dato a qualsiasi partita di calcio tra due club di Berlino, ma più recentemente si riferisce al derby tra 1. FC Union Berlin e Hertha BSC.
L'Union Berlin gioca le sue partite casalinghe allo Stadio An der Alten Försterei nel quartiere di Köpenick, mentre la sede dell'Hertha BSC è l'Olympiastadion nel quartiere di Westend. I due stadi sono separati da una distanza di circa 23 chilometri in linea d'aria.

## Contesto e Storia
Nella Bundesliga e nella Zweite Bundesliga, durante la divisione della Germania, le sfide tra le squadre di Berlino non erano rare. Tra il 1977 e il 1990 ci sono state stagioni in entrambe le leghe in cui Hertha BSC, Blau-Weiß 90 Berlin, Tennis Borussia Berlin e/o SC Charlottenburg erano presenti nella stessa categoria. Nella ex DDR, l'Union disputava sfide nella DDR-Oberliga con il BFC Dynamo, considerato il club della Stasi, e con il FC Vorwärts Berlin. Durante questo periodo nacque un'amicizia tra i tifosi degli Eisernen dell'Union Berlin e quelli della Alte Dame dell'Hertha. Le visite dei tifosi dell'Hertha al Stadio An der Alten Försterei non erano rare, e in cambio, nel marzo 1979, i sostenitori dell'Union parteciparono alla partita di ritorno dei quarti di finale della Coppa UEFA contro il FK Dukla Praga a Praga, tifando per l'Hertha. Furono creati anche articoli da tifoso con il motto "Hertha und Union – Eine Nation" (Hertha e Union – Una nazione).
Dopo la riunificazione tedesca, l'Hertha BSC si affermò come il più grande club di calcio di Berlino; nella stagione 1991/92 – la prima stagione in un campionato tedesco unificato – il Blau-Weiß 90 Berlin retrocesse dalla 2. Bundesliga, mentre l'Hertha terminò la stagione al terzo posto e cinque anni dopo salì in Bundesliga. Negli anni 2000, l'Union Berlin è diventato il principale concorrente della Alte Dame, sebbene non abbiano giocato né in campionato né in Coppa di Germania. La prima partita ufficiale avvenne nella stagione 2010/11 nella 2. Bundesliga e nella stagione 2019/20 questa partita si tenne per la prima volta in Bundesliga. In seguito, gli equilibri si sono spostati a favore dell'1. FC Union Berlin.

## Risultati
La seguente tabella riporta tutti i risultati ottenuti dalle due squadre in ognuna delle partite ufficiali giocate tra loro.
| Nº | Data       | Stadio                        | Competizione            | In casa        | Risultato | In trasferta   | Gol Hertha Berlino                 | Gol Union Berlino                 | Spettatori |
| -- | ---------- | ----------------------------- | ----------------------- | -------------- | --------- | -------------- | ---------------------------------- | --------------------------------- | ---------- |
| 1  | 17/09/2010 | Stadio An der Alten Försterei | 2. Bundesliga 2010-2011 | Union Berlino  | 1 - 1     | Hertha Berlino | Niemeyer                           | Kolk                              | 18.430     |
| 2  | 05/02/2011 | Olympiastadion                | 2. Bundesliga 2010-2011 | Hertha Berlino | 1 - 2     | Union Berlino  | Hubník                             | Mosquera, Mattuschka              | 74.244     |
| 3  | 03/09/2012 | Stadio An der Alten Försterei | 2. Bundesliga 2012-2013 | Union Berlino  | 1 - 2     | Hertha Berlino | Wagner, Ronny                      | Quiring                           | 16.750     |
| 4  | 11/02/2013 | Olympiastadion                | 2. Bundesliga 2012-2013 | Hertha Berlino | 2 - 2     | Union Berlino  | Ramos, Ronny                       | Terodde, Nemec                    | 74.244     |
| 5  | 02/11/2019 | Stadio An der Alten Försterei | Bundesliga 2019-2020    | Union Berlino  | 1 - 0     | Hertha Berlino |                                    | Polter                            | 22.012     |
| 6  | 22/05/2020 | Olympiastadion                | Bundesliga 2019-2020    | Hertha Berlino | 4 - 0     | Union Berlino  | Ibišević, Lukébakio, Cunha, Boyata |                                   | 0          |
| 7  | 04/12/2020 | Olympiastadion                | Bundesliga 2020-2021    | Hertha Berlino | 3 - 1     | Union Berlino  | Pekarík, Piątek (2)                | Awoniyi                           | 0          |
| 8  | 04/04/2021 | Stadio An der Alten Försterei | Bundesliga 2020-2021    | Union Berlino  | 1 - 1     | Hertha Berlino | Lukébakio                          | Andrich                           | 0          |
| 9  | 20/11/2021 | Stadio An der Alten Försterei | Bundesliga 2021-2022    | Union Berlino  | 2 - 0     | Hertha Berlino |                                    | Awoniyi, Trimmel                  | 22.012     |
| 10 | 19/01/2022 | Olympiastadion                | DFB-Pokal 2021-2022     | Hertha Berlino | 2 - 3     | Union Berlino  | Khedira, Serdar                    | Voglsammer, Stark (aut.), Knoche  | 3.000      |
| 11 | 09/04/2022 | Olympiastadion                | Bundesliga 2021-2022    | Hertha Berlino | 1 - 4     | Union Berlino  | Baumgartl (aut.)                   | Haraguchi, Prömel, Becker, Michel | 74.667     |
| 12 | 06/08/2022 | Stadio An der Alten Försterei | Bundesliga 2022-2023    | Union Berlino  | 3 - 1     | Hertha Berlino | Lukébakio                          | Siebatcheu, Becker, Knoche        | 22.012     |
| 13 | 28/10/2023 | Olympiastadion                | Bundesliga 2022-2023    | Hertha Berlino | 0 - 2     | Union Berlino  |                                    | Doekhi, Seguin                    | 74.667     |

## Statistiche
La seguente tabella contiene tutti i dati riguardanti gli scontri diretti tra le due squadre in partite ufficiali.
|               | Totale | Vittorie Hertha Berlino | Pareggi | Vittorie Union Berlino |
| ------------- | ------ | ----------------------- | ------- | ---------------------- |
| Bundesliga    | 8      | 2                       | 1       | 5                      |
| 2. Bundesliga | 4      | 1                       | 2       | 1                      |
| DFB-Pokal     | 1      | 0                       | 0       | 1                      |
| Totale        | 13     | 3                       | 3       | 7                      |